# Mošav

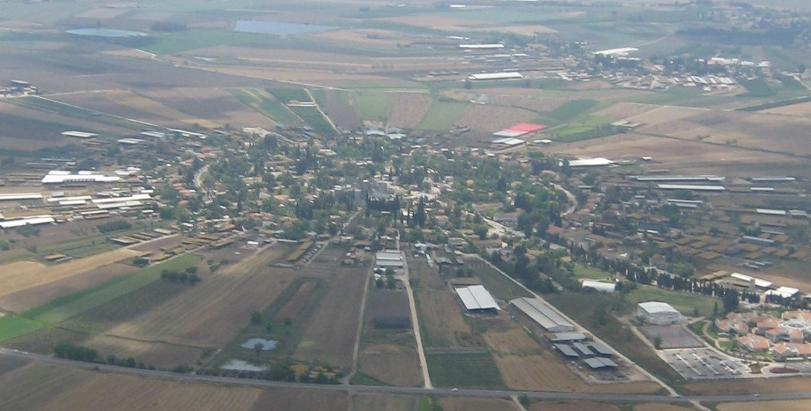
Mošav Nahalal v Jizre'elském údolí.

Mošav (hebrejsky מושב‎) je typ zemědělské osady v Izraeli, která je tvořená společně hospodařícími soukromými statky. Mošav je vedle kibuců a mošavot třetím hlavním typem venkovského židovského sídla.
Podobně jako v kibucech má i v mošavech velký význam společné hospodaření. Na rozdíl od kibuců se zde však klade větší důraz na soukromé vlastnictví. Dělníci nedostávají pouze kapesné jako v kibucech, ale stálý plat. Hospodářství v mošavech jsou v soukromém vlastnictví, současně je však dána jejich podobná velikost a charakter. Úrodu sedláci sklízejí buď vlastními, nebo také spojenými silami. Stroje jsou většinou ve společném vlastnictví. Kolektivně je zajišťován také nákup a prodej produktů. Mošav vybírá od svých obyvatel zvláštní daň (hebrejsky mas vaad‎), která je stejná pro všechna hospodářství mošavu. Tato pravidla vytváří systém zvýhodňující dobré sedláky, kteří mají větší úrodu a tím i zisk. Mošavy jsou řízeny volenou radou (hebrejsky vaad‎).
Mošavy se liší mírou spolupráce a společného hospodaření sedláků. Kromě vlastních mošavů rozeznáváme ještě následující dva podtypy:
- mošav ovdim (doslova „osada dělníků“ neboli „osada pracujících“)[1] – většina stávajících mošavů, sdružení spolupracujících rolníků.
- mošav šitufi – formou se více blíží kibucům. Spojuje hospodářské rysy kibucu a sociální rysy mošavu. Na rozdíl od mošavů ovdim není země přidělena domácnostem nebo samostatným statkům, ale je obdělávána kolektivně. Zisk je rozdělován mezi všechna hospodářství mošavu šitufi rovným dílem. Každá rodina však vede svou vlastní domácnost. První mošav šitufi byl Kfar Hittim založený roku 1936.

## Historie
Základy pro vznik prvních zemědělských osad byly položeny během tzv. druhé vlny osídlování Palestiny Židy koncem 19. století. První mošav Nahalal vznikl v září 1921 v Jizre'elském údolí v severním Izraeli. V době založení státu Izrael v roce 1948 existovalo už 60 mošavů. Do roku 1967 jejich počet vzrostl na 350.
V roce 1986 žilo a pracovalo 156 700 obyvatel Izraele v 448 mošavech. Z celkového počtu 448 mošavů byla v roce 1986 většina mošavů (405) typu mošav ovdim.

## Demografie
K 31. prosinci 2013 existovalo v Izraeli 405 mošavů, ve kterých žilo 282 300 obyvatel.
| Rok         | 1961    | 1972    | 1983    | 1995    | 2008    | 2010    | 2011    | 2012    | 2013    |
| ----------- | ------- | ------- | ------- | ------- | ------- | ------- | ------- | ------- | ------- |
| Poč. mošavů | 346     | 353     | 405     | 411     | 400     | 402     | 403     | 404     | 405     |
| Poč. obyv.  | 120 600 | 125 100 | 140 800 | 165 400 | 243 300 | 260 900 | 269 800 | 275 600 | 282 300 |